# فردریک کویت
فردریک کویت (به هلندی: Frederick Coyett) نجیب‌زادهٔ سوئدی و واپسین فرماندار کمپانی هند شرقی هلند در فرمز بود. او همچنین نخستین سوئدی‌ای بود که به چین و ژاپن سفر کرد.